# Всеобщие выборы в Мексике (2018)
Всеобщие выборы 2018 года в Мексике прошли 1 июля. Были избраны президент, 500 депутатов Конгресса и 128 членов Сената.
Действующий президент Энрике Пенья Ньето не может баллотироваться на второй срок в соответствии с Конституцией Мексики.

## Избирательная система
Президент избирается простым большинством голосов в одном туре. Одновременно с выборами президента можно отметить до 3 партий из коалиции поддерживающей президента.
500 депутатов Конгресса избираются по двум методам: 300 избираются в одномандатных избирательных округах относительным большинством голосов, а остальные 200 — в едином общенациональном избирательном округе по пропорциональной системе. Ни одна из партий не может получить более 300 мандатов в Конгрессе.
128 членов Сената избираются следующим образом: 96 — по 3 в 32 штатах Мексики, а остальные 32 в едином общенациональном избирательном округе по пропорциональной системе. В каждом штате два места получает партия, получившая наибольшее число голосов, а третий мандат отходит партии, занявшей в данном штате второе место.

## Кандидаты в президенты
Ни одна из политических партий официально не выдвинула своего кандидата в президенты на выборы 2018 года.

### Коалиция- Все для Мексики (ИРП,ЗЭПиНовый альянс)
Кандидатом от правящей коалиции Все для Мексики съездом её делегатов 18 февраля 2018 года был выдвинут Хосе Антонио Мид.

### Коалиция «За Мексику на фронт» (ПНД,ПДРиГражданское движение)
Левоцентристские партии Партия демократической революции и Гражданское движение, которые дважды номинировали Андреса Мануэля Лопеса Обрадора на выборах 2006 и 2012 годов, а также правоцентристская Партия национального действия, организовали альянс для предстоящих выборов для победы над правящей Институционно-революционной партией.
5 сентября коалиция была официально зарегистрирована. 8 декабря она получила название «За Мексику на фронт». На следующий день 9 декабря, глава Партии национального действия Рикардо Анайя Кортес покинул свой пост и выразил намерение быть кандидатом в президенты от коалиции.
6 декабря Маргарита Савала, жена бывшего президента от ПНД Фелипе Кальдерона, подала заявление о выходе из Партии национального действия, членом которой она состояла в течение 33 лет, и 12 декабря была зарегистрирована независимым кандидатом в президенты.

### Коалиция «Вместе мы будем творить историю» (ДНВ,ПТи ПСР)
12 декабря 2017 года Андрес Мануэль Лопес Обрадор был зарегистрирован в качестве предполагаемого кандидата в президенты от коалиции и ушёл в отставку с поста главы Движения национального возрождения (МОРЕНА).

### Прочие
- 28 мая 2017 года Национальный индейский конгресс Мексики поддержал кандидатуру самовыдвиженки 56-летней Марии де Хесус Патрисио Мартинес[12], представительницы народа науа из Халиско, беспартийной, матери троих детей. Она стала первой индейской женщиной, баллотирующейся в президенты Мексики, а также первым кандидатом, которого поддерживает Сапатистская армия национального освобождения. Не включена в бюллетень.
- Хайме Рикардо Кальдерон.

## Полемика

### Предупреждения в отношении возможности фальсификации результатов выборов
В декабре 2017 года, мексиканская газета Regeneracion предупредила о возможности фальсификации результатов выборов, ссылаясь на скандальный закон о внутренней безопасности, который был одобрен Сенатом, предполагаемо, в качестве средства подавления протестов в случае фальсификаций. В статье на сайте агентства Bloomberg также поддерживается вышеуказанное предположение, а также указывается на неоправданные бюджетные средства, потраченные на рекламу действующего президента Энрике Пенья Ньето (который ведёт кампанию вместе с правящей Институционно-революционной партией). В декабре 2017 года газета The New York Times сообщила о том, за время своего президентства Энрике Пенья Ньето потратил около 2 миллиардов долларов на рекламу, что является рекордом среди всех президентов Мексики. Кроме того, в статье упоминается, что 68 % новостных журналистов в Мексике не верят в достаточную свободу слова в стране. В поддержку этого заявления, в частности, упоминается, что репортёр Кармен Аристего был со скандалом уволен после публикации о конфликте интересов, возникшем вокруг дома, принадлежащего президенту.
В 2017 году правящая партия уже столкнулись с серьёзными обвинениями в фальсификации результатов выборов губернатора штата Мехико, где баллотировался двоюродный брат президента Альфредо дель Мазо Маза. Официально он был объявлен победителем, однако в день выборов было множество сообщений о подкупе избирателей, превышеним установленного законом лимита расходов кандидата, а также вбросе голосов за дель Маза на участках. В ноябре 2017 года журнал Proceso опубликовал расследование, в котором указывалось, что во время губернаторских выборов 16 законов штата Мехико были нарушены 619 раз.

## Результаты

### Президент
| Кандидат                | Кандидат                             | Партия                             | Альянс                       | Голоса     | %       |
| ----------------------- | ------------------------------------ | ---------------------------------- | ---------------------------- | ---------- | ------- |
|                         | Андрес Мануэль Лопес Обрадор         | Движение национального возрождения | Вместе мы сделаем историю    | 24,127,451 | 52.96 % |
|                         | Рикардо Анайя Кортес                 | Партия национального действия      | Гражданский фронт за Мексику | 10,249,705 | 22.50 % |
|                         | Хосе Антонио Мид Курибренья          | Институционно-революционная партия | Вместе за Мексику            | 7,472,431  | 16.40 % |
|                         | Хайме Родригес Кальдерон             | Независимый                        | Нет                          | 2,339,431  | 5.14 %  |
|                         | Маргарита Савала (сняла кандидатуру) | Независимая                        | Нет                          | 64,643     | 0.14 %  |
|                         | Вписанные                            | Вписанные                          | Вписанные                    | 57,561     | 0.13 %  |
| Незаполненные бюллетени | Незаполненные бюллетени              | Незаполненные бюллетени            | Незаполненные бюллетени      | 1,246,568  | 2.75 %  |
| Всего                   | Всего                                | Всего                              | Всего                        | 45,557,790 | 100 %   |
| Избиратели/Явка         | Избиратели/Явка                      | Избиратели/Явка                    | Избиратели/Явка              | 89,250,881 | 63.45 % |
| Источник: INE           |                                      |                                    |                              |            |         |

По партиям поддерживающим кандидатов
- Лопес Обрадор
  - Морена-25,186,577
  - Партия труда −3,396,805
  - Социальная встреча −1,530,101
- Анайя Кортес
  - Националисты-9,996,514
  - Партия революционной демократии −1,602,715
  - Гражданское движение-1,010,891
- Мид Курибренья
  - ИРП −7,677,180
  - Зелёные −1,051,480
  - Альянс- 561,193
- Родригес Кальдерон- 2,961,732

### Палата представителей
по одномандатным округам
- Морена-Партия труда-социальная встреча −215
- Партия национального движения-партия революционной демократии-Гражданское движение 60
- ИРП-альянс-Зеленые −11
- Морена 8
- Партия национального движения-6

по 5 многомандатным округам
- ПНД — 0(1) , 5(2), 0(3) , 0(4), 0(5)
- ИРП — 0(1), 1(2) , 0(3) , 0(4), 0(5)
- ПНВ — 1(1), 0(2) , 0(3) , 0(4),7 (5)
- ПНД-ПРИ-ГД — 23(1), 28(2) , 5(3) , 3(4), 3(5)
- ИРП-Зел-ГД — 0(1), 6(2) , 5(3) , 0(4), 3(5)
- ПТ-ПНВ-СИ — 36(1), 22(2) , 50(3) , 53(4), 49(5)

Фракции Парламента ПНВ-189, ПНД-83, ПТ-61, СИ-56, ИРП-45, ГД-27, ПРД-21, ЭКО-16, НА-2

### Сенат
по округам -
- Коалиция ПНД 2-Коалиция ПНВ 1: Агуаскальентес, Мехико, Дуранго, Халиско, Керетаро, Сан Луис Потоси, Тамаулипас
- Коалиция ПНВ 2-Коалиция ПНД 1 : Нижняя Калифорния, Нижняя Калифорния Южная, Чиуауа, Гуанахуато, штат Мехико, Мичоакан, Наярит, Пуэбла, Кинтана Роо, Табаско, Тласкала, Веракрус
- Коалиция ПНВ2 -Коалиция ИРП 1: Кампече, Чьяпас, Коауила, Колима, Гереро, Морелос, Оахака, Синалоа, Сонора, Сакатекас
- Партия ПНД 2- Коалиция ИРП 1: Идальго
- Партия ПНД 2- Партия ГД 1-: Нуэво Леон
- Коалиция ИРП 2- Коалиция ПНД 1: Юкатан

по единому округу
- Коалиция ПНВ- Партия труда- социальное действие-24
- Коалиция ПНД-Партия революционной демократии — Революционное движение −5
- Коалиция ИРП-Зеленые-Гражданское действие-1
- ПНВ-1
- ГД-1

Фракции парламента ПНВ −58, ПНД-22, ИРП-14, ПРД-9, ПТ-7, ГД-7, СИ-5, ЭКО-5, НА −1

### Губернаторские выборы
На местах создавались альянсы не совпадающие с федеральными.
В Мехико и Веракрусе победили представители Партии национального возрождения.
В Гуанахуато, Чьяпасе, Пуэбле, Юкатане представители Партии национального действия.
В Халиско представитель гражданского движения.
В Морелосе — представитель партии Социального действия.
В Табаско представитель партии Демократической революции.